# Kijkverdriet
Kijkverdriet is een natuurgebied in de Antwerpse gemeente Ravels.
Het enkele tientallen ha grote gebied wordt beheerd door Natuurpunt.

## Geschiedenis
De ietwat merkwaardige naam wordt verklaard door de schrijver Emiel van Hemeldonck die in 1950 schreef: Kijkverdriet is een stuk drassig, onvruchtbaar land in de Turnhoutse omgeving. De naam is ingegeven door de gedachte dat dit land zo troosteloos is, dat ‘de Heer, toen hij dit land schiep, er met verdriet naar keek.
Het is een uithoek van een ontginningsgebied, wat te zien is aan de rechthoekige kavels en dito wegenpatroon.

## Natuur
Het belangrijkste deel is een laagte waar kwel optreedt. Hier vindt men vochtige heidevegetaties met veen. Verder zijn er schraalgraslanden in het reservaat te vinden.
Typerende plantensoorten in het kwelgebied zijn: spaanse ruiter, draadgentiaan, heidekartelblad, gevlekte orchis, welriekende nachtorchis, zonnedauw, klokjesgentiaan en moerassmele. In de schraalgraslanden groeit onder meer blauwe knoop en gevlekte orchis.
Broedvogels zijn onder meer: blauwborst, rietgors, kleine karekiet, waterral, kievit, roodborsttapuit, grasmus en bosrietzanger.

## Toegankelijkheid
Het kerngebied is slechts met een gids toegankelijk. Wel zijn er gemarkeerde wandelingen die Kijkverdriet aandoen.